# 中村よおのトオリヌケ・ストリート
中村よおのトオリヌケ・ストリートは、2005年10月8日にスタートしたラジオ関西の番組である。
2013年1月終了。

## 番組紹介
- 選曲は主として中村よおが行っていた。70年代の洋楽ロック、日本のフォーク&ロックが中心、かつて『電話リクエスト』でかかっていたような洋楽ポップス、中村が『レコード・コレクターズ』などの雑誌で紹介した新旧の歌謡曲などもオンエアされていた。こうした傾向を踏まえながらリスナーのリクエストにも応える。単なる音楽番組ではなく、音楽のほか、時事問題、居酒屋巡回、酒、食、読書、マンガ、映画、演芸、カウンターカルチャーなど幅広い話題をリスナーからのメール、FAX、はがき紹介を交えながら提供していた。
- 番組開始当初は、土曜日の夜の枠で放送されてきたが、2007年4月以降は日曜深夜2時30分〜月曜早朝5時、2008年4月からは日曜深夜3時30分〜月曜早朝5時、そして2009年4月からは日曜深夜3時〜月曜早朝5時の時間帯で放送されていた。ラジオ関西始まって以来、レギュラーでは初めての終夜放送だった。
- 2013年1月、中村の不祥事[1]により警察に逮捕されたため、この番組は改編時期ではないにもかかわらず、同1月13日深夜（14日未明）をもって打ち切りとなった。このため、1月20日深夜（21日未明）から3月31日深夜（4月1日未明）まではつなぎ番組として「ミュージックドーン・名曲をあなたに」を放送し、4月の新年度改編まで繋いだ。

## 備考・その他
- 中村よお自身はこの番組以前、ラジオパーソナリティとしては、長田区のコミュニティFM「エフエムわぃわぃ」で1998年から2003年まで番組をやっていた。
- 題名は中村が主催するコンサート「トオリヌケ・コンサート」、編纂するフリーペーパー「トオリヌケ・キ」の名前のもとともなったA・Aミルンの童話『くまのプーさん』に出て来るコブタの家のエピソードと、番組内容を夜や町を通り抜けることに擬えることからきている。

## 放送時間
- 2005年10月〜2006年3月25日　毎週土曜日午後6時〜8時までの2時間の生放送
- 2006年4月1日〜　毎週土曜日午後9時〜9時半までの30分の放送（ナイター延長時はスライドとなる。）
- 2006年10月7日〜　毎週土曜日午後6時〜7時半までの1時間30分の生放送
- 2007年4月1日〜　毎週日曜日深夜2時半〜5時までの2時間30分の生放送
- 2007年10月7日〜　毎週日曜日深夜3時半〜5時までの1時間30分の生放送
- 2009年4月5日〜　毎週日曜日深夜3時〜5時までの2時間の放送
- 2012年1月2日〜　毎週日曜日深夜3時半〜5時までの1時間30分の放送
- 2012年4月2日〜　毎週日曜日深夜4時〜5時までの1時間の放送
- 2012年6月4日〜　毎週日曜日深夜3時半〜5時までの1時間30分の放送
- 2012年7月2日〜　毎週日曜日深夜3時〜5時までの2時間の放送

## 番組のキャッチフレーズ
- 「『中村よおのトオリヌケ・ストリート』では、あの頃いつも町や僕たちの心の中に流れていた曲の数々と、夜ごと、僕たちが通り抜けてきた街の喧噪の中で、賑わいながらも時を忘れたようにたたずんでいる酒場のお話、そしてあの時代から現在まで没頭した音楽や本、それから通り過ぎた町のお話などをしていきます」

## 番組のテーマ曲
- オープニング曲は「プー横丁の家」ロギンス&メッシーナ。
- エンディング曲は「夜を束ねて」中村よお→「レイト・フォー・ザ・スカイ」ジャクソン・ブラウン→「朝の早い汽車に乗って」中村よお

## 出演者
- 中村よお - 神戸在住のライター&シンガー・ソングライター